# Giovanni Luca Chiavari
Giovanni Luca Chiavari (Génova, 1573 - Génova, 1657) foi o 98.º Doge da República de Génova.

## Biografia
O início do seu mandato de dois anos como Doge viu uma nova guerra que envolveu novamente o Reino da França e o Império Espanhol para a sucessão do Ducado de Montferrat com uma República de Génova forçada, senão obrigada, a desempenhar um papel neutro. A isso somaram-se desentendimentos com o Ducado de Saboia de Carlos Emmanuel I.⁣ O seu mandato terminou a 28 de junho de 1629. Chiavari morreu em 1657.